# 윤흥제
윤흥제(尹興悌, ?~1592년)은 조선 중기의 무신으로, 본관은 파평이다. 대윤 윤임의 아들이며 중종의 제1계비 장경왕후의 친정 조카였다.

## 생애

### 윤임의 서자로 태어나다
생년은 알려진 바 없으나 윤임의 8째 아들로, 서자로 태어났다. 윤임의 5째 아들인 윤흥신과의 사이가 각별했다. 후에 임진왜란이 발발하자 다대포 첨사로 임명된 윤흥신을 돕기 위해 다대성으로 들어갔다.

### 전사
다대포 첨사 윤흥신과 함께 분전하여 첫 싸움에서 왜군을 격퇴했으나 재차 다시 공격을 받고 군사들이 모두 죽자 윤흥신과 함께 끝까지 왜군과 항거하다가 형인 윤흥신은 왜군의 칼에 찔려 죽고 자신 또한 왜군에게 죽었다.